# Внушительный (эсминец, 1906)
«Внушительный» — эскадренный миноносец типа «Инженер-механик Зверев», построенный для усиления Российского флота на Дальнем востоке. До 10 октября 1907 года числился миноносцем. Назван в честь одноименного миноносца типа «Форель», погибшего под Порт-Артуром.

## Постройка и довоенная служба
15 апреля 1905 года зачислен в списки судов Балтийского флота, 18 августа 1905 года заложен на судоверфи завода «Шихау» в Эльбинге (Германия), спущен на воду 31 марта 1906 года, вступил в строй летом 1906 года. От отправки миноносца во Владивосток отказались из-за окончания военных действий с Японией.
«Внушительный» прошел капитальный ремонт корпуса и главных механизмов в 1910—1911 годах на заводе акционерного общества «Крейтон и Ко» в Санкт-Петербурге с заменой котлов. После ремонта скорость миноносца была равна 22,8 узлам.
Накануне Первой мировой войны миноносцы типа «Инженер-механик Зверев» свели в третий дивизион Первой минной дивизии.

## Дальнейшая судьба
Во время Первой мировой войны нес вспомогательную и дозорную службу, обеспечивал противолодочную оборону главных сил флота.
27 июня 1915 года, конвоируя крейсер «Рюрик», таранил германскую подводную лодку.
27 июня 1915 г. дивизион эскадренных миноносцев в составе: «Боевой», «Бурный» и «Внушительный» шел на присоединение с 1-й бригадой крейсеров. По пути к дивизиону присоединился миноносец «Выносливый». Начальник 1-й бригады крейсеров отдал распоряжение начальнику дивизиона отыскать и уничтожить плавучую минную банку, обнаруженную русской подводной лодкой А"ллигатор".
Миноносцы, отыскав банку и определив её границы, расстреляли 28 мин, установив, что это германское минное заграждение состояло из мин якорных. Находясь у банки, дивизион миноносцев встретил неприятельскую подводную лодку в позиционном положении, причем «Боевой» пытался её атаковать.
К вечеру тех же суток группа миноносцев из состава указанного дивизиона встретила и конвоировала крейсер «Рюрик». По пути миноносец «Внушительный» заметил неприятельскую подводную лодку, которую он таранил. На месте, где пришелся таранный удар, на поверхности воды появилось большое масляное пятно, свидетельствовавшее об аварии подводной лодки.
От удара кормовой частью «Внушительный» потерял пятку руля, кроме того, миноносец погнул себе руль и повредил лопасть одного винта. «Внушительный» нуждался в доковании для ремонта повреждений.
Жертв при столкновении не было.
8 июля 1916 года совместно с эсминцем «Бдительный» во время крейсерства в Ботническом заливе захватил по призовому праву германские пароходы «Вормс» и «Лиссабон».
Участвовал в Февральской революции. 7 ноября 1917 года вошел в состав Красного Балтийского флота. С 11 по 20 апреля 1918 года совершил переход из Гельсингфорса (Хельсинки) в Кронштадт, где до мая 1919 года находился в резерве. В июне 1919 года был прикомандирован к Онежской военной флотилии, а в 1922 году оборудован тральным устройством и 1 мая 1922 года переклассифицирован в тральщик. Участвовал в нескольких боевых тралениях акватории Финского залива. В 1925 году переименован в «Мартынов».
С 1928 года — учебное судно. 11 января 1935 года вошел в состав Краснознаменного Балтийского флота и числился сторожевым кораблем. 12 октября 1940 года был исключен из состава флота и в 1949 году разобран на металл.